# Daniele Liotti (calciatore)
Daniele Liotti (Vibo Valentia, 8 giugno 1994) è un calciatore italiano, difensore o centrocampista della Casertana.

## Carriera
Originario di Pizzo, è cresciuto nel settore giovanile del Catanzaro; nel 2011 si trasferisce al Catania, con cui disputa una stagione con la formazione Primavera. Nel 2012 passa al Cosenza, militante in Serie D; resta in quarta serie anche nella stagione successiva, trascorsa con la maglia del Brindisi. L'8 luglio 2014 viene tesserato con un biennale dalla Juve Stabia; il 31 gennaio 2017 viene ceduto a titolo temporaneo alla Feralpisalò, in uno scambio che vede coinvolto Nicholas Allievi.
Il 6 luglio seguente viene acquistato dal Siracusa, con cui disputa un'ottima stagione a livello individuale, con cinque reti segnate, venendo anche nominato miglior difensore della categoria; dopo essersi svincolato dal club siciliano, il 10 settembre 2018 viene tesserato dal Pisa. Dopo aver ottenuto la promozione in Serie B con i nerazzurri, il 9 gennaio 2020 viene acquistato dalla Reggina, con cui firma un biennale. Dopo aver prolungato fino al 2024 con gli amaranto, l'11 gennaio 2022 passa a titolo temporaneo al Cosenza, tornando così a giocare per i rossoblù dopo dieci anni. Al termine della stagione torna alla Reggina.
Il 30 dicembre 2023 viene ingaggiato con un contratto biennale dall'Avellino
Il 17 gennaio 2025 viene acquistato a titolo definitivo dal Trapani; l'11 agosto seguente si trasferisce alla Casertana, con cui firma un biennale.

## Statistiche

### Presenze e reti nei club
Statistiche aggiornate al 28 aprile 2025.
| Stagione           | Squadra            | Campionato         | Campionato | Campionato | Coppe nazionali | Coppe nazionali | Coppe nazionali | Coppe continentali | Coppe continentali | Coppe continentali | Altre coppe | Altre coppe | Altre coppe | Totale | Totale |
| Stagione           | Squadra            | Comp               | Pres       | Reti       | Comp            | Pres            | Reti            | Comp               | Pres               | Reti               | Comp        | Pres        | Reti        | Pres   | Reti   |
| ------------------ | ------------------ | ------------------ | ---------- | ---------- | --------------- | --------------- | --------------- | ------------------ | ------------------ | ------------------ | ----------- | ----------- | ----------- | ------ | ------ |
| 2010-2011          | Catanzaro          | 2D                 | 5          | 0          | CI-LP           | 0               | 0               | -                  | -                  | -                  | -           | -           | -           | 5      | 0      |
| 2012-2013          | Cosenza            | D                  | 17         | 0          | CI+CI-D         | 0               | 0               | -                  | -                  | -                  | -           | -           | -           | 17     | 0      |
| 2013-2014          | Brindisi           | D                  | 30         | 0          | CI-D            | 2               | 0               | -                  | -                  | -                  | -           | -           | -           | 32     | 0      |
| 2014-2015          | Juve Stabia        | LP                 | 6          | 0          | CI+CI-LP        | 2+3             | 0               | -                  | -                  | -                  | -           | -           | -           | 11     | 0      |
| 2015-2016          | Juve Stabia        | LP                 | 23         | 0          | CI+CI-LP        | 3+0             | 0               | -                  | -                  | -                  | -           | -           | -           | 26     | 0      |
| 2016-gen. 2017     | Juve Stabia        | LP                 | 17         | 1          | CI+CI-LP        | 2+1             | 1+0             | -                  | -                  | -                  | -           | -           | -           | 20     | 2      |
| Totale Juve Stabia | Totale Juve Stabia | Totale Juve Stabia | 46         | 1          |                 | 11              | 1               |                    | -                  | -                  |             | -           | -           | 57     | 2      |
| 2016-gen. 2017     | Feralpisalò        | LP                 | 9          | 0          | CI+CI-LP        | -               | -               | -                  | -                  | -                  | -           | -           | -           | 23     | 4      |
| 2017-2018          | Siracusa           | C                  | 27         | 5          | CI+CI-C         | 1+0             | 0               | -                  | -                  | -                  | -           | -           | -           | 28     | 5      |
| 2018-2019          | Pisa               | C                  | 15+4       | 0          | CI+CI-C         | 1+1             | 0               | -                  | -                  | -                  | -           | -           | -           | 21     | 0      |
| 2019-gen. 2020     | Pisa               | B                  | 3          | 0          | CI              | 2               | 0               | -                  | -                  | -                  | -           | -           | -           | 5      | 0      |
| Totale Pisa        | Totale Pisa        | Totale Pisa        | 18+4       | 0          |                 | 4               | 0               |                    | -                  | -                  |             | -           | -           | 26     | 0      |
| gen.-giu. 2020     | Reggina            | C                  | 10         | 1          | CI+CI-C         | -               | -               | -                  | -                  | -                  | -           | -           | -           | 10     | 1      |
| 2020-2021          | Reggina            | B                  | 30         | 5          | CI              | 1               | 0               | -                  | -                  | -                  | -           | -           | -           | 31     | 5      |
| 2021-gen. 2022     | Reggina            | B                  | 11         | 0          | CI              | 0               | 0               | -                  | -                  | -                  | -           | -           | -           | 11     | 0      |
| gen.-giu. 2022     | Cosenza            | B                  | 18+2       | 2          | CI              | -               | -               | -                  | -                  | -                  | -           | -           | -           | 20     | 2      |
| Totale Cosenza     | Totale Cosenza     | Totale Cosenza     | 35+2       | 2          |                 | 0               | 0               |                    | -                  | -                  |             | -           | -           | 37     | 2      |
| 2022-2023          | Reggina            | B                  | 29+1       | 1          | CI              | 1               | 0               | -                  | -                  | -                  | -           | -           | -           | 31     | 1      |
| Totale Reggina     | Totale Reggina     | Totale Reggina     | 80+1       | 7          |                 | 2               | 0               |                    | -                  | -                  |             | -           | -           | 83     | 7      |
| dic. 2023-2024     | Avellino           | C                  | 17+4       | 3+1        | CI-C            | -               | -               | -                  | -                  | -                  | -           | -           | -           | 21     | 4      |
| 2024-gen. 2025     | Avellino           | C                  | 13         | 0          | CI+CI-C         | 3+2             | 0               | -                  | -                  | -                  | -           | -           | -           | 18     | 0      |
| Totale Avellino    | Totale Avellino    | Totale Avellino    | 30+4       | 3+1        |                 | 5               | 0               |                    | -                  | -                  |             | -           | -           | 39     | 4      |
| gen.-giu. 2025     | Trapani            | C                  | 5          | 0          | CI-C            | 1               | 0               |                    | -                  | -                  |             | -           | -           | 6      | 0      |
| Totale carriera    | Totale carriera    | Totale carriera    | 295        | 19         |                 | 25              | 1               |                    | -                  | -                  |             | -           | -           | 324    | 20     |

## Palmarès

### Club

#### Competizioni nazionali
- Serie C: 1

Reggina: 2019-2020 (girone C)